# Krakels ABC - Storm över Allemansland
Krakels ABC - Storm över Allemansland är ett svenskt datorspel från 1998 i serien Krakels ABC.
Spelet är baserat på Lennart Hellsings och Poul Ströyers bok ABC. I spelet leker man en lek för varje bokstav, sedan ringer en väckarklocka och då har man väckt bokstaven.
Berättarrösten görs av Anders Lundin.